# Église Santo Stefano degli Abissini
L'église Santo Stefano degli Abissini (en français : église saint Étienne des Abyssiniens) est un lieu de culte catholique situé au Vatican. L'église est dédiée à saint Étienne, premier martyr de la chrétienté. Elle est l'église nationale d'Éthiopie. La liturgie est célébrée selon le rite alexandrin de l'Église catholique éthiopienne. Il s'agit de la plus ancienne église qui existe au Vatican.

## Histoire
L'église est construite par le pape Léon Ier (400-461 environ) et nommée Santo Stefano Maggiore. Elle est érigée sur les ruines d'un temple païen dédié à Vesta. Elle est initialement construite en édifice circulaire avec vingt colonnes corinthiennes, plan commun au temple de Vesta.
Elle est reconstruite en 1159 sous Alexandre III, qui fait également construire, à proximité, un monastère pour les moines éthiopiens.
En 1479, le pape Sixte IV restaure l'église et l'assigne aux moines coptes de la ville. C'est à cette époque que le nom est changé pour refléter le fait qu'elle est servie par les Éthiopiens d'Abyssinie. Elle est restaurée sous le pape Grégoire XI (1700-1721), puis à nouveau en 1928.

## Extérieur
La façade est de style XVIIIe siècle. La porte du XIIe siècle, est décorée de l'agneau et de la croix.

## Intérieur
L'église ne possède qu'une seule nef avec les anciennes colonnes sur les côtés. Le travail artistique le plus important est une fresque de la Vierge à l'enfant de style roman datant du XVe siècle.

## Liturgie
La fête de saint Étienne y est célébrée chaque 26 décembre.